# Papá Chirola
Papá Chirola es una película argentina en blanco y negro dirigida por Edmo Cominetti sobre su propio guion que se estrenó el 28 de septiembre de 1937 y que tuvo como protagonistas a Alicia Barrié, Florindo Ferrario, Leopoldo Simari y Nuri Montsé.

## Sinopsis
En una pensión un estudiante de buencorazón se enamora de una joven seducida por un Don Juan.

## Reparto
- Alicia Barrié
- Tony D'Algy
- Juan Fajardo
- Florindo Ferrario
- Nuri Montsé
- Manuel Parada
- Leopoldo Simari
- Germán Vega
- María Vitaliani
- Adela Tuyaret

## Comentario
El crítico Roland escribió en Crítica:

"Conjunción honesta de recursos festivos....Película de ritmo llano perfectamente asimilable a la escuela muda....resulta buena la fotografía y bastante bueno el sonido.